# بيدرو لوكاس (لاعب كرة قدم)
بيدرو لوكاس (بالبرتغالية: Pedro Lucas Obermüller‏) هو لاعب كرة قدم برازيلي في مركز الوسط، ولد في 26 يوليو 2002 في Baixo Guandu ‏ في البرازيل.

## وصلات خارجية
- بيدرو لوكاس (لاعب كرة قدم) على موقع قاعدة بيانات كرة القدم.إي يو (الإنجليزية)
- بيدرو لوكاس (لاعب كرة قدم) على موقع Soccerway.com (الإنجليزية)